# 高崎市立高南中学校
高崎市立高南中学校（たかさきしりつこうなんちゅうがっこう）は、群馬県高崎市にある公立中学校である。1964年創立。

## 歴史
公式サイト内の「沿革・新旧校舎 >沿革」より
- 1947年4月 - 群馬郡大類村立大類中学校、岩鼻村立岩鼻中学校、滝川村立滝川中学校、京ヶ島村立京ヶ島中学校創立。
- 1964年4月 - 上記4校が統合し、高崎市群南村学校組合立高南中学校設立（東・西・南・北の４教場制）＝高南中創立。
- 1965年
  - 4月 - 新校舎竣工・移転、教場制廃止
  - 9月 - 群南村と高崎市が合併し、それにより高崎市立高南中学校と解消
- 1979年4月 - 高崎市立第八中学校開校にともない校区変更

## 通学区域
- 高崎市
  - 中大類町、京目町、大沢町、萩原町、島野町(西島、一ツ谷を除く。)、元島名町、西横手町、宿横手町、中島町、上滝町、下滝町、下斎田町、八幡原町、綿貫町、下大類町[2]

## 進学前小学校
- 高崎市立大類小学校
- 高崎市立岩鼻小学校
- 高崎市立京ケ島小学校
- 高崎市立滝川小学校